# Gudilo
Gudilo (en rus: Гудило) és un poble (una possiólok) de l'óblast de Rostov, a Rússia, segons el cens rus del 2010 tenia 70 habitants. Pertany al districte de Proletarsk.